# کلووسیو
کلووسیو (به سوئدی: Klövsjö) یک منطقهٔ مسکونی در سوئد است که در بخش بری واقع شده‌است. کلووسیو ۲٫۲۲ کیلومتر مربع مساحت و ۲۹۱ نفر جمعیت دارد.